# 池田市の地名
- 大阪府 > 池田市 > 地名

池田市の地名（いけだしのちめい）では、大阪府池田市内に存在する町名を一覧にして記す。

## 現行の町名
まず市内の現行の町名を五十音順に列挙する。
- 旭丘（あさひがおか）1 - 3丁目
- 綾羽（あやは）1 - 2丁目
- 井口堂（いぐちどう）1 - 3丁目
- 石橋（いしばし）1 - 4丁目
- 上池田（うえいけだ）1 - 2丁目
- 宇保町（うほちょう）
- 木部町（きべちょう）
- 空港（くうこう）1 - 2丁目
- 呉服町（くれはちょう）
- 神田（こうだ）1 - 4丁目
- 栄本町（さかえほんまち）
- 栄町（さかえまち）
- 五月丘（さつきがおか）1 - 5丁目
- 渋谷（しぶたに）1 - 3丁目
- 城南（じょうなん）1 - 3丁目
- 城山町（しろやまちょう）
- 新町（しんまち）
- 菅原町（すがはらちょう）
- 住吉（すみよし）1 - 2丁目
- 荘園（そうえん）1 - 2丁目
- ダイハツ町（ダイハツちょう）
- 大和町（だいわちょう）
- 建石町（たていしちょう）
- 槻木町（つきのきちょう）
- 天神（てんじん）1 - 2丁目
- 豊島北（とよしまきた）1 - 2丁目
- 豊島南（とよしまみなみ）1 - 2丁目
- 中川原町（なかがわらちょう）
- 西本町（にしほんまち）
- 畑（はた）1 - 5丁目
- 八王寺（はちおうじ）1 - 2丁目
- 鉢塚（はちづか）1 - 3丁目
- 東山町（ひがしやまちょう）
- 姫室町（ひめむろちょう）
- 伏尾台（ふしおだい）1 - 5丁目
- 伏尾町（ふしおちょう）
- 古江町（ふるえちょう）
- 満寿美町（ますみちょう）
- 緑丘（みどりがおか）1 - 2丁目
- 室町（むろまち）
- 桃園（ももぞの）1 - 2丁目
- 吉田町（よしだちょう）

## 地名の変遷
括弧内は数字の場合は成立年もしくは廃止年、町名の場合は旧町名である。斜体で示された町名は廃止された町名を示す。

### 成立当初の地名
同市は1939年、豊能郡池田町に市制が敷かれることによって成立した。
成立当時は町制時の大字を継承した以下の大字が編成されていた。1935年の合併以前の旧町村ごとに列挙する。
旧池田町
旧池田町の区域には大字が編成されておらず、池田市に移行した後も当分の間は大字が編成されていなかった。
旧北豊島村
- 神田
- 北轟木
- 井口堂
- 宮之前
- 北今在家
- 西市場
- 東市場
- 石橋
- 中之島
- 野
- 玉坂

旧秦野村
- 尊鉢
- 才田
- 畑
- 上渋谷
- 下渋谷

旧細河村
- 伏尾
- 吉田
- 東山
- 中川原
- 古江
- 木部

以上の地区・大字は1944年4月にすべて廃止されている。

### 昭和中期の町名設置
1944年（昭和19年）4月、市内の旧池田町地区や大字がいくつかの町に再編された。旧自治体・地区・大字ごとに以下に列挙する。
旧池田町
新町通1 - 3丁目、綾羽町1 - 3丁目、城山町、西本町、本町、栄町1 - 2丁目、建石町、大和町、上池田町、城南町、槻木町、菅原町、室町1 - 10番丁、桃園町、姫室町1 - 2丁目、呉服町1 - 3丁目、満寿美町、宇保町
旧北豊島村
神田
神田町
北轟木
北轟木町
井口堂
井口堂町
宮之前
宮之前町
北今在家
北今在家町
西市場
西市場町
東市場
東市場町
石橋
石橋町（甲・乙）
中之島
中之島町
野
野町
玉阪
玉阪町
旧秦野村
尊鉢
尊鉢町
才田
才田町
畑
畑町
上渋谷
上渋谷町
下渋谷
下渋谷町
旧細河村
伏尾
伏尾町
吉田
吉田町
東山
東山町
中川原
中川原町
古江
古江町
木部
木部町

### その後の町名設置
その後市内では主に区画整理による住居表示によって現在までに以下の町が発足している。
- 城南町1 - 3丁目（1960年、城南町・宇保町・才田町・尊鉢町、1970年廃止）
- 五月丘1 - 5丁目（1962年、上池田町・上渋谷町・下渋谷町・建石町・畑町）
- 八王寺1 - 2丁目（1965年、宇保町・神田町・才田町・尊鉢町・西市場町）
- 豊島北1 - 2丁目（1965年、北今在家町・中之島町・東市場町・西市場町・神田町）
- 豊島南1 - 2丁目（1965年、北今在家町・北轟木町）
- 住吉1 - 2丁目（1965年、北轟木町・中之島町・北今在家町・宮之前町）
- 空港1 - 2丁目（1965年、宮之前町・北今在家町・北轟木町）
- 鉢塚1 - 3丁目（1965年、井口堂町・才田町・尊鉢町）
- 井口堂1 - 3丁目（1965年、井口堂町・才田町・尊鉢町・畑町）
- 荘園1 - 2丁目（1965年、才田町・尊鉢町・井口堂町・西市場町・東市場町）
- 天神1 - 2丁目（1965年、東市場町・井口堂町・中之島町）
- 石橋1 - 4丁目（1965年、東市場町・野町・中之島町・玉阪町・石橋町）
- 旭丘1 - 3丁目（1965年、畑町・尊鉢町・才田町・井口堂町）
- 緑丘1 - 2丁目（1965年、下渋谷町・上渋谷町・才田町・尊鉢町）
- 室町（1966年、室町1 - 10番丁・姫室町）
- 桃園1 - 2丁目（1966年、桃園町・神田町）
- 姫室町（1966年、姫室町1 - 2丁目・神田町）
- 呉服町（1966年、呉服町1 - 3丁目）
- 神田1 - 4丁目（1966年、神田町・桃園町）
- ダイハツ町（1966年、神田町・北今在家町）
- 新町（1970年、新町通1 - 3丁目・西本町・綾羽町1 - 3丁目）
- 綾羽1 - 2丁目（1970年、綾羽町2 - 3丁目・城山町・新町通3丁目）
- 栄町（1970年、栄町1 - 2丁目・室町1 - 3番丁・呉服町1丁目・槻木町・大和町）
- 栄本町（1970年、本町・綾羽町1丁目・栄町2丁目・大和町）
- 上池田1 - 2丁目（1970年、上池田町・建石町・下渋谷町）
- 城南1 - 3丁目（1970年、城南町1 - 3丁目・満寿美町・宇保町）
- 伏尾台1 - 5丁目（1972年、吉田町・古江町・木部町・伏尾町・東山町、はじめ1丁目のみ編成、1979年に2 - 5丁目が成立）
- 畑1 - 5丁目（1979年、尊鉢町・畑町・旭丘1 - 2丁目・緑丘2丁目）
- 渋谷1 - 3丁目（1979年、上渋谷町・下渋谷町・緑丘1丁目・畑町）

## 参考資料
- 角川日本地名大辞典 27 大阪府（1983年、角川書店）